# Ștefan Hălălău
Ștefan Hălălău (n. 19 mai 1893, Dragotești, Mehedinți – d. 9 februarie 1964, București) a fost un militar, colonel al Armatei Române, profesor la „Școala de ofițeri de rezervă de artilerie” din Craiova și comandant al acesteia. A fost căsătorit cu Maria Sergescu, profesoară de limba franceză (soră a matematicianului Petre Sergescu), cu care a avut două fete: Maria, profesoară de matematică și Ileana, inginer.

## Biografie
Ștefan Hălălău s-a născut la 19 mai 1893 în satul Drăgotești, comuna Fântâna Domnească (actualmente Prunișor), județul Mehedinți. Ștefan Hălălău a fost fiul lui Mihai Hălălău și al Anicăi (născută Pantazescu), descendenți de moșneni împroprietăriți de Mihai Viteazul.
Urmează primele 4 clase primare la școala din sat, apoi se înscrie la Liceul Traian din Turnu Severin. După terminarea liceului, urmează „Școala de ofițeri de artilerie și geniu”, ramură de elită a armatei, pe care o absolvă în 1915, iar în 1916 este trimis ca tânăr sublocotenent în luptele din nordul Olteniei (pe râul Cerna), apoi pe frontul din Moldova, unde la Mărășești pierde degetul mare al mâinii stângi.
În războiul din 1916-1918 a primit o serie de decorații și a fost avansat la excepțional de la sublocotenent la locotenent într-un an. Au urmat diferite garnizoane – Timișoara, Roman, Bălți, Târgu Jiu, Craiova. În 1928 este trimis în misiune în Cehoslovacia. În 1929 este avansat la gradul de maior. În 1935 face parte din completul de judecată în procesul Anei Pauker de la Craiova. În 1938 devine locotenent-colonel, iar în 1942 colonel. În Craiova a activat și ca profesor la „Școala pregătitoare de ofițeri de rezervă de artilerie”, la specialitatea „Topografie militară”, curs pe care l-a ținut peste 20 de ani și a tipărit și manuale pentru studiul elevilor cu termen redus.
În 1945 Școala de ofițeri din Craiova s-a desființat și a fost mutat la un centru de reparații al artileriei, iar la 1 iunie 1946 a fost scos la pensie pentru limită de vârstă. Intră în Mișcarea Națională de Rezistență Oltenia (M.N.R.O.), activând în comitetul director alături de generalul Ioan Carlaonț și colonelul doctor Gheorghe Cărăușu.
În 1948 i s-a suspendat pensia pe motiv că are via și deci mijloace de întreținere, iar la 26 septembrie 1948 a fost arestat. Este condamnat prin sentința Tribunalului Militar Craiova la 6 ani de închisoare pentru afiliere la o asociație cu scopul de a schimba ordinea economică sau socială din România. Locurile de detenție au fost Craiova, Aiud, Peninsula, Ocnele Mari.
La Aiud a stat îndelung singur în celulă. Unul dintre deliciile călăilor era să pună în cămașa legată un șoarece și o pisică, ale căror război și fugă se petrecea pe pielea bieților torționați. Primirea pachetelor era anunțată prin curier poștal, dar nu de puține ori acestea erau returnate fără motiv. Aceste pachete de maximum 5 kg, când erau primite, erau batjocorite de paznici la desfacere, amestecându-li-se cu răutate marmelada cu slănina și săpunul sau zahărul cu praful contra puricilor.
De la Aiud, a fost trimis la Canal la celebra colonie „Peninsula”, la șantierul colonie de muncă „Valea Neagră”. La Canal i s-a redeschis hernia făcută pe front și operată în 1945 și a fost operat pe viu. A avut un organism foarte rezistent și un doctor foarte bun (tot dintre deținuți), altfel nu scăpa. A fost eliberat la 20 septembrie 1954. Când s-a întors acasă avea doar 40 de kg, mai puțin de jumătate din greutatea sa normală. După o perioadă de refacere relativă, a reușit să se angajeze paznic la Prodavicola și la Parcul Bibescu. Ultimul serviciu l-a avut la Ghercești, tot paznic. Apoi a paralizat, urmând o suferință de un an și opt luni. Pensie n-a mai primit niciodată.

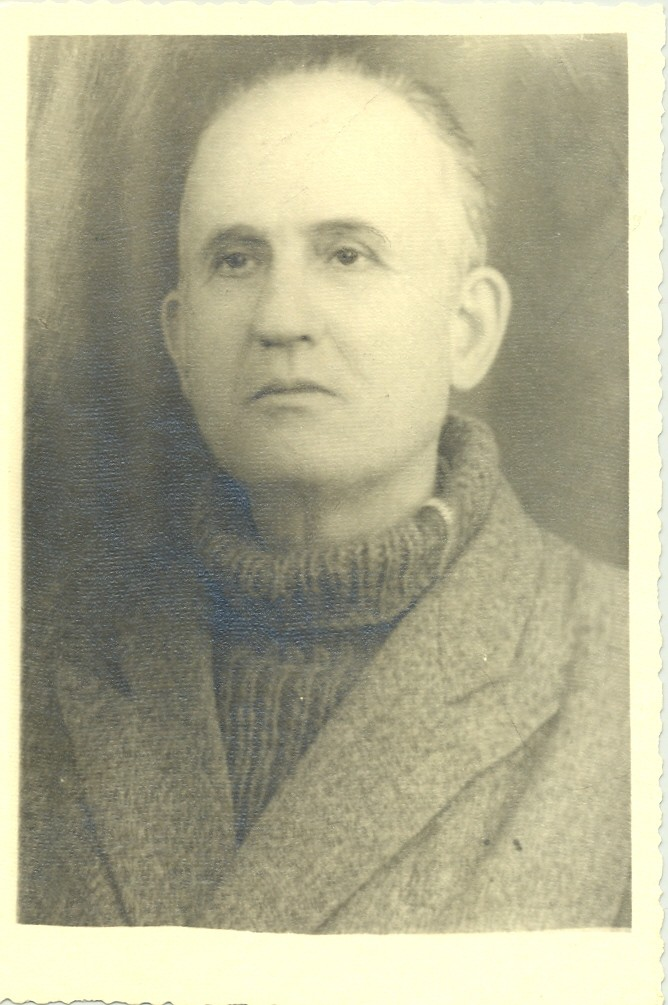
Ștefan Hălălău după ieșirea din închisoare

A murit în seara zilei de 9 februarie 1964.

## Decorații

Cavaler al Ordinului Steaua României, 29 decembrie 1929

- Ordinul național „Steaua României” în grad de cavaler cu spade și panglică de virtutea militară” – Înaltul Decret nr. 1521 din 27 iunie 1918
- Crucea Comemorativă a Războiului 1916-1918 cu baretele Cerna și Mărășești – Înaltul Decret nr. 1744 din 7 iulie 1918
- Medalia „Victoria” a marelui război pentru civilizație – Înaltul Decret nr. 3390 din 20 decembrie 1921
- „Ordinul Coroana României în gradul de cavaler” – Ordinul nr. 62310 din 30 noiembrie 1922
- „Ordinul național „Steaua României” în gradul de cavaler” – Ordinul nr. 78255 bis din 1929
- S-a înălțat la gradul de maior în ziua de 1 octombrie 1929 în Regimentul 7 Artilerie Grea – Înaltul Decret nr. 3238 din 20 septembrie 1929
- Furajera Ordinului „Steaua României” – Înaltul Decret Regal nr. 328 din 10 februarie 1931
- Insigna pentru șapte ani serviți în Regimentul 1 Artilerie Grea – 22 septembrie 1933
- „Semnul onorific” pentru serviciul militar de 25 de ani împliniți – Înaltul Decret nr. 2790 din 5 decembrie 1935
- „Medalia centenarul Regelui Carol I” – Decretul Regal nr. 1915 din 5 mai 1939
- „Ordinul Coroana României în gradul de ofițer” – Înaltul Decret Regal nr. 4650 din 31 decembrie 1939
- Ordinul „Coroana României” în gradul de Ofițer (8 iunie 1940)[4]
- „Ordinul Coroana României cu spade în gradul de ofițer cu panglică de virtute militară” pentru priceperea și energia cu care a acționat asupra inamicului în luptele de la Freudenthal, fiind Comandantul Regimentului 54 Artilerie – Înaltul Decret nr. 329 din 2 februarie 1942
- „Ordinul Coroana României cu spade și panglică de virtutea militară” clasa a IV-a pentru devotamentul și priceperea cu care a condus Regimentul 54 Artilerie în campania contra URSS din anul 1941 – Înaltul Decret nr. 20 din 15 august 1942
- „Ordinul Coroana României cu spade și panglică de virtutea militară” clasa a IV-a pentru devotamentul și priceperea arătate în calitate de Comandant al Regimentului 54 Artilerie în timpul campaniei contra URSS din anul 1941 – Înaltul Decret nr. 78 din 15 august 1942